# Sülldorf (Sülzetal)
Sülldorf ist ein Ortsteil der Einheitsgemeinde Sülzetal im Landkreis Börde in  Sachsen-Anhalt.

## Geografie

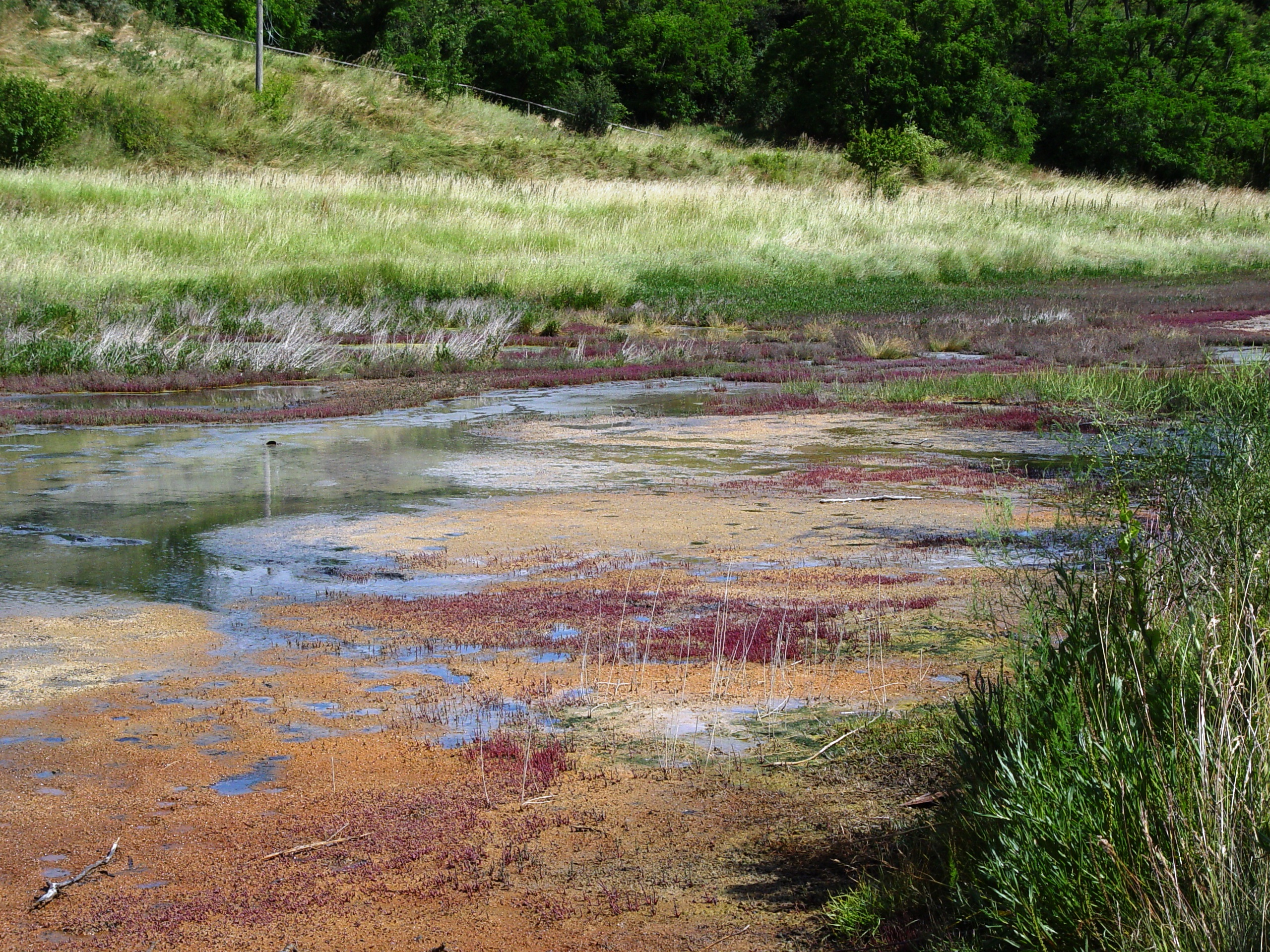
Salzwiesen bei Sülldorf

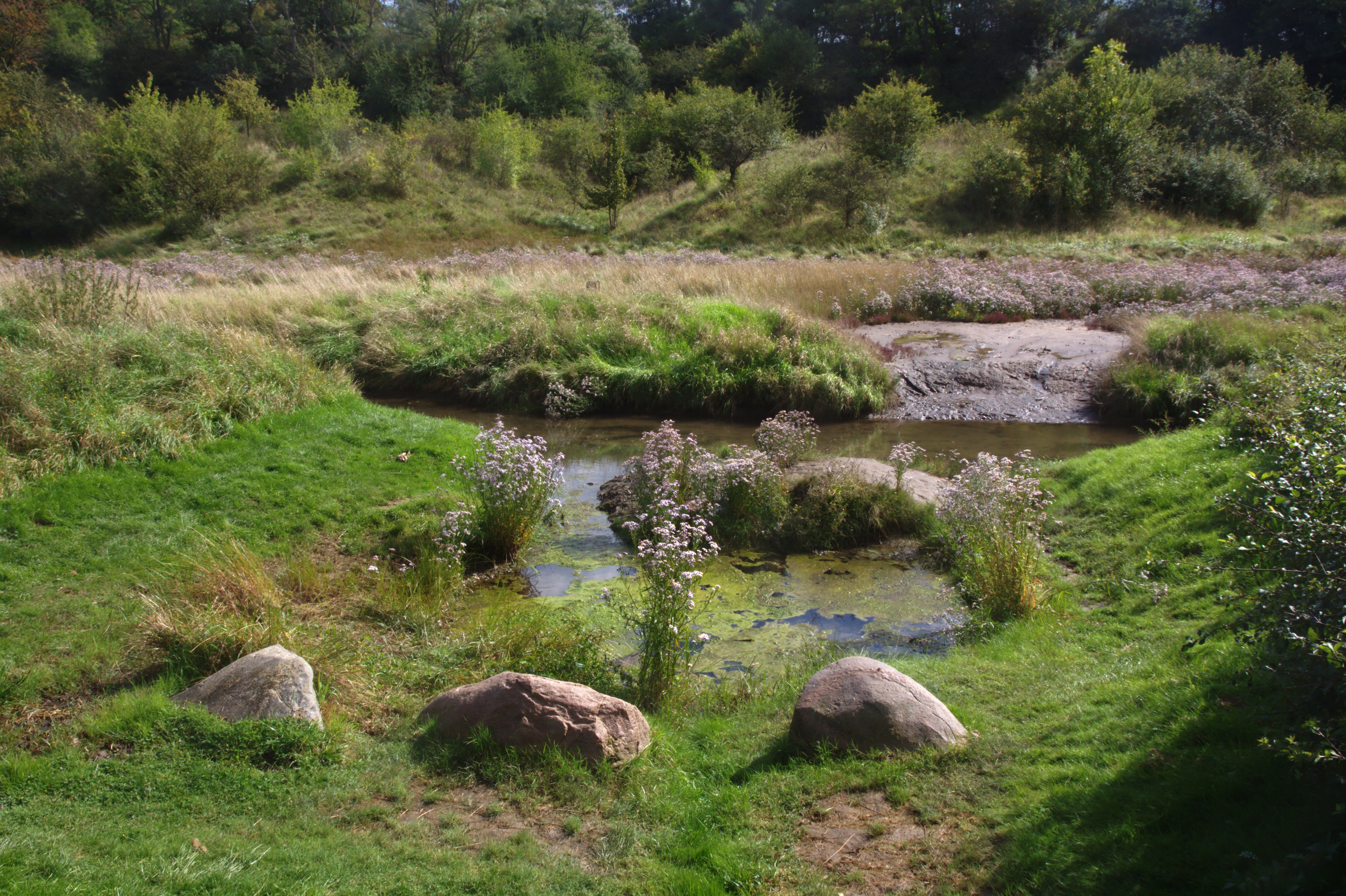
Salzquelle bei Sülldorf

Das Dorf ist geprägt durch seine Lage im Tal der Sülze. Ungewöhnlich für die den Ort umgebende Magdeburger Börde schneidet sich die Sülze hier tief in die Landschaft ein. Die Straßen des Dorfs steigen daher von der Sülze her steil, fast wie in einem Gebirgsdorf, vor allem nach Süden an.
Der Ort und die Umgebung sind bemerkenswert, denn Sülldorf hat ein in Europa einmaliges Naturschutzgebiet mit einer großen Artenvielfalt an Salzpflanzen. Im Gebiet des Ortes treten salzhaltige Quellen zu Tage, die die bis hierhin Süßwasser führende Sülze in einen salzhaltigen Bach verwandeln. Durch die Untere Naturschutzbehörde Wanzleben wurde im Jahre 1991 festgestellt, dass sich „bei Sülldorf der größte Binnensalzstellenkomplex Deutschlands von höchster Schutzwürdigkeit befindet“. Das den Ort umgebende Naturschutzgebiet Sülzetal dient dem Schutz der Salzflora. Durch das Naturschutzgebiet führt ein zwei Kilometer langer Naturlehrpfad, der an den Salzwiesen zu einer historischen und mittlerweile aufgegebenen Salzquelle führt.

## Geschichte

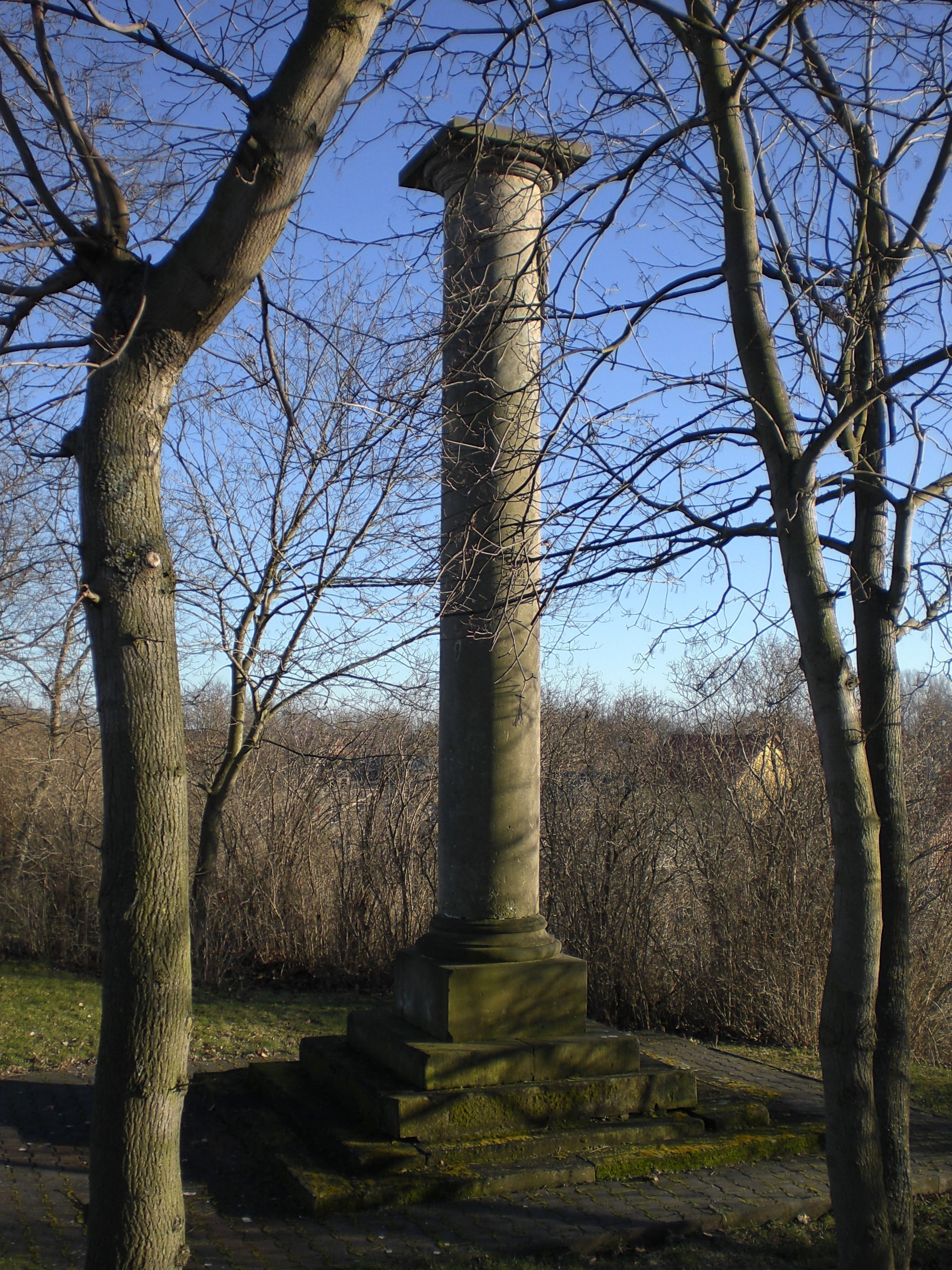
Denkmal der Familie von Angern

Der Ort Sülldorf wurde erstmals 937 erwähnt. Der damalige Name Soltdorp auch Suldorp lässt bereits auf die vorhandenen Salzquellen schließen. Im Jahre 1299 wurde der ersten Salzgenossenschaft das Recht zur Salzgewinnung verliehen. 1363 wurde eine Brüderschaft der Kothknechte erwähnt. Zeitweise bestanden 10 Siedehäuser. Friedrich Wilhelm I. kaufte im Jahre 1726 dem Ort das Recht zur Salzgewinnung ab, dies war auch das Ende der Salzgewinnung in Sülldorf. Aufgrund dieses Endes wurde die Sole zu Kurzwecken verwendet, das erste Solebad eröffnete 1820, zwei weitere folgten. Das 1909 erbaute und von Wilhelm Ebering eröffnete „Annabad“ auf dem Weinberg wurde 1976 endgültig geschlossen.
Der sich linksseitig der Sülze erhebende Weinberg diente zeitweise tatsächlich dem Weinanbau. Obenauf wurde später ein Park angelegt, der jedoch inzwischen einer Wohnbebauung weichen musste. Das im Park über der Sülze befindliche Denkmal für die hier früher ansässige Familie von Angern blieb erhalten. 1884 fiel das Hauptgut im Erbgang an Joachim von Alvensleben (1856–1932), einen jüngeren Sohn aus Schloss Erxleben II, der 1894 das Gut Falkenberg im Odervorland erwarb und dort seinen Wohnsitz nahm. 1930 wurde das baufällige Gutshaus abgerissen.
Durch den im 19. Jahrhundert einsetzenden Anbau von Zuckerrüben in der umgebenden Magdeburger Börde, wurde Sülldorf zeitweise auch Standort von Zuckerfabriken. Die Einwohnerzahl betrug 1781 429 Menschen und stieg dann über 486 (im Jahr 1818), 521 (im Jahr 1842) auf 1129 (im Jahr 1871). Mit dem Ende der Zuckerverarbeitung im Ort und dem Abwandern der Arbeiterschaft sank die Einwohnerzahl jedoch bereits zum Jahr 1905 wieder auf 774.

## Religion
Die Sülldorfer Kirchengemeinde St. Martin gehört der Evangelischen Kirche in Mitteldeutschland an. 2007 erfolgte der Zusammenschluss der zehn Kirchengemeinden des Sülzetals (Altenweddingen, Bahrendorf, Beyendorf, Dodendorf, Langenweddingen, Osterweddingen, Schwaneberg, Sohlen, Stemmern und Sülldorf) zum Kirchspiel Im Sülzetal, das zum Kirchenkreis Egeln gehört.
Nachdem Sülldorf Mitte des 16. Jahrhunderts durch die Reformation lutherisch geworden war, erfolgte 1946 die Gründung der katholischen Kirchengemeinde Sülldorf, die zu Bahrendorf gehörte. Zum 1. November 1947 wurde sie zur Kuratie erhoben. Ihre Kapelle an der Bergstraße, die dem Heiligen Josef von Nazaret geweiht war, wurde ungefähr in den 1990er Jahren wieder geschlossen und profaniert. Große Gottesdienste fanden auch in der evangelischen St.-Martin-Kirche statt. Katholiken in Sülldorf gehören heute zur Pfarrei St. Bonifatius mit Sitz in Stadt Wanzleben, im Dekanat Egeln des Bistums Magdeburg. Näher gelegene Filialkirchen der Pfarrei St. Bonifatius sind St. Marien in Bahrendorf und St. Mauritius in Langenweddingen.

## Politik

### Wappen

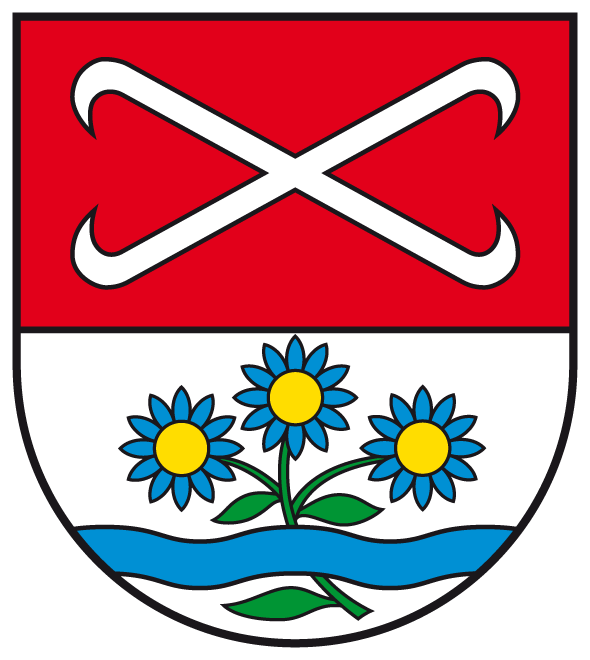
Wappen von Sülldorf

Das Wappen wurde am 3. September 1996 durch das Regierungspräsidium Magdeburg genehmigt.
Blasonierung: „Geteilt Rot über Silber; oben zwei schräggekreuzte gerundete silberne Doppelhaken, unten am grünen dreiblättrigen Blütenstengel drei blaue Salzasternblüten mit goldenen Samenkapseln, der Blütenstengel belegt mit einer blauen Wellenleiste.“
Das vorliegende Wappen zeigt im oberen Teil des Schildes zwei gekreuzte Salzhaken. Diese Salzhaken findet man im Wappen der Familie Berndes wieder, die seit dem 15. Jahrhundert in Sülldorf ansässig sind. Sie waren bekannte und bedeutende Inhaber von Salzgewinnungsgewerken (Salzkoturen). Die noch vorhandenen Grabsteine an der Kirchhofmauer mit lebensgroßen Abbildungen der Verstorbenen, beziehen sich meistens auf die Familie Berndes. Am Eingangstor zum Kirchhof ist das Wappen dieser Familie noch zu sehen.
Die Bedeutung der Salzhaken erklärt sich aus der damaligen Salzgewinnung. Die Sole wurde durch ein Tretrad geschöpft, durch Rinnen in die Siedehäuser (Kothe) geleitet und in blechernen Pfannen verdampft. Das zurückgebliebene Salz wurde dann mit den Salzhaken von den Pfannen gezogen und in Salzkörbe gefüllt.
Im unteren Teil des Wappenschildes ist der Bach, die „Sülze“ dargestellt, der den Ort durchfließt. Der Name des Baches weist ebenfalls auf das Vorhandensein von Salz hin und ab der westlichen Gemarkungsgrenze ist die Sülze salzig.
Weiterhin im unteren Teil des Wappens ist die Salzaster (auch: Strandaster) eine der auffälligsten und dominantesten Vertreter der in Sülldorf vorkommenden Salzpflanzenflora (Halophyten) die unter Naturschutz gestellt wurden. Besonders zur Blütezeit (im September) bieten die bläulich blühenden Salzasternblüten zusammen mit den rötlichen Beständen des Quellers, ein recht buntes charakteristisches Landschaftsbild.

### Flagge
Die Flagge ist Blau – Weiß gestreift mit dem aufgelegten Gemeindewappen.

## Bauwerke und Denkmäler

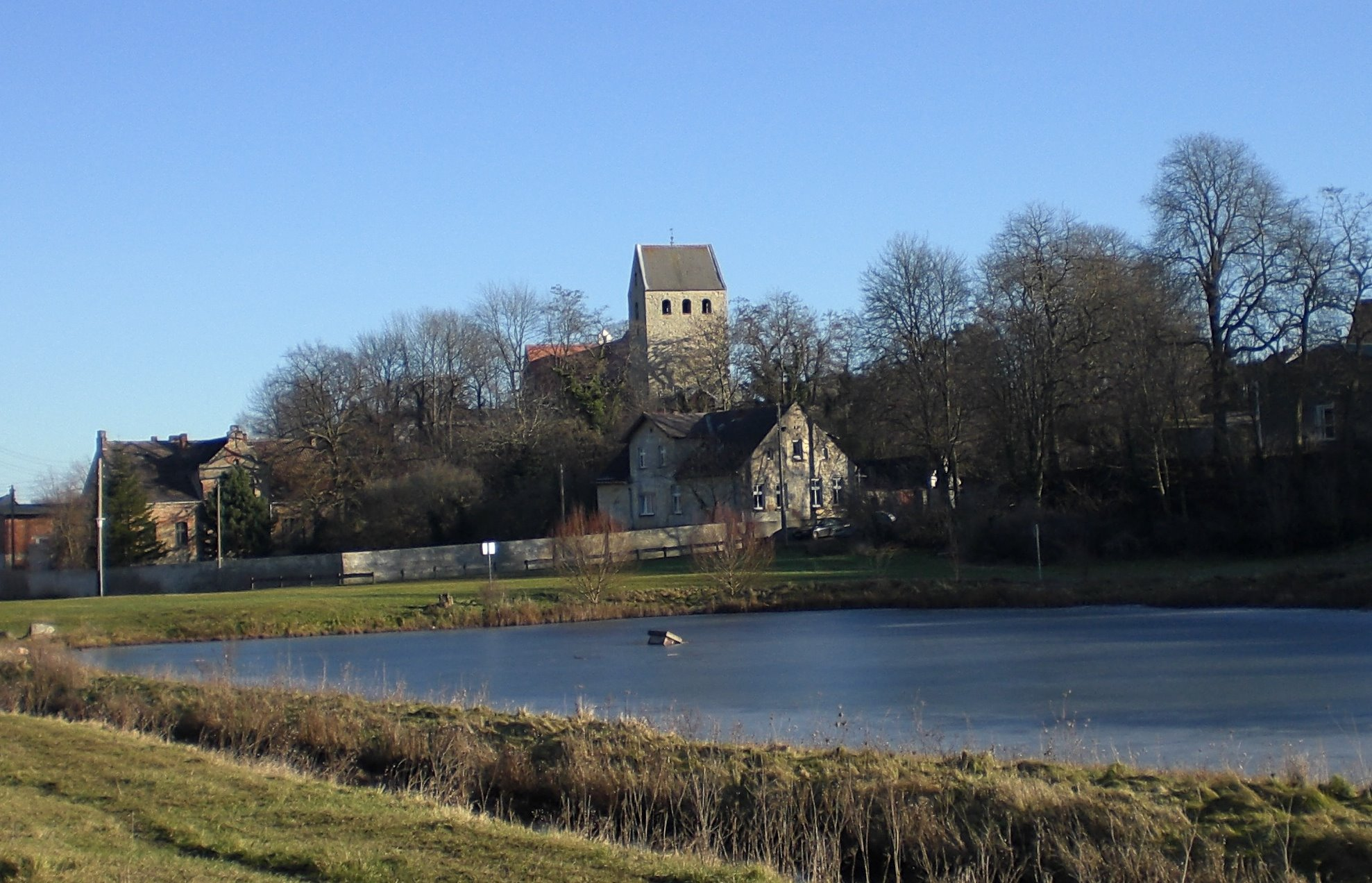
St.-Martin-Kirche

- Die evangelische Kirche St. Martin liegt auf einer Anhöhe über dem Sülzetal. Im Kern stammt sie aus der Epoche der Spätromanik.
- Denkmal der Familie von Angern auf dem Weinberg.

Auf dem Friedhof Sülldorf befindet sich das den Gefallenen der Weltkriege gedenkende Kriegerdenkmal Sülldorf.

## Vereine
- Schalmeienkapelle Sülldorf e. V.
- Kultur – und Heimatverein Sülldorf e. V.
- Kreisanglerverein Bördekreis e. V. Ortsgruppe Sülldorf
- Kultur- & Gesellschaftshaus "Festhalle Sülldorf" e. V.

## Persönlichkeiten
- Karl-Heinz Danielowski, Ruderer und Olympiasieger im Achter, wurde 1940 in Sülldorf geboren.
- Gebhard Friedrich Ludolph von Angern (1726–1791), preußischer Landrat und Vater von Ferdinand von Angern
- Ferdinand von Angern (1757–1828), königlich-preußischer Staats- und Finanzminister war Gutsherr auf Sülldorf und verstarb hier am 8. Februar 1828.
- Norbert Klempo Bode, Sänger und Gitarrist der Heavy-Metal-Band Biest

Der Galerist Gerd Ilte (1933–2016) arbeitete zeitweise als Lehrer in Sülldorf und organisierte hier sozialistische Dorffestspiele.
Dem in Sülldorf geborenen Joachim Kebbel wurde für sein Engagement in der Heimatpflege die Ehrenbürgerwürde des Ortes verliehen.